# Adil I
Maleque Adil Ceifadim Abu Becre/Abubacar/Abacar/Abubequer ibne Aiube (em árabe: الملك العادل سيف الدين أبو بكر بن أيوب; romaniz.: al-Malik al-Adil Saif al-Din Abu-Bakr ibn Aiiub), melhor conhecido como Adil I (em árabe: العادل), foi um general aiúbida de origem curda e sultão do Egito entre 1200 e 1218. Por conta de seu nome honorífico "Ceifadim" ("Espada da fé") era conhecido entre os cruzados francos como Safadino.

## História
Adil era filho de Najemadim Aiube e irmão mais novo de Saladino. Ele se destacou pela primeira vez como um oficial no exército de Noradine durante a terceira e última campanha de seu tio Xircu no Egito (1168-1169). Após a morte de Noradine em 1174, Adil governou o Egito em nome de seu irmão Saladino e mobilizou os vastos recursos da região para apoiá-lo em suas campanhas na Síria e na sua guerra contra os cruzados (1175-1183).
Ele foi governador de Alepo entre 1183 e 1186, mas retornou para administrar o Egito durante a Terceira Cruzada (1186-1192). Como governador das províncias setentrionais de Saladino, ele sufocou a revolta de Izadim Maçude de Moçul após a morte de Saladino (março de 1193 e teve um papel fundamental na resolução da disputa sucessória entre os filhos de Saladino, Alaziz Otomão e Alafedal ibne Saladino (1193–1196). Em seguida, Adil foi nomeado governador de Damasco e utilizou a cidade como base para expandir seu poder, liderando a facção que se opôs ao governo do inepto Alfedal após a morte de Alaziz em 1198. Mesmo tendo sido cercado em Damasco (1199), ele derrotou o sobrinho na Batalha de Bilbeis em janeiro do ano seguinte. Após a vitória, ele foi proclamado sultão e reinou sobre todo o Egito e a Síria por quase duas décadas, promovendo o comércio e boas relações com os estados cruzados (1200-1217).
Adil tomou Aquelate em 1207, encerrando o governo dos xás da Armênia. Ele foi a campo novamente após saber da Quinta Cruzada, mesmo já tendo mais de setenta anos), e organizou as defesas do Egito e da Palestina. Ele adoeceu e morreu durante esta campanha, em agosto de 1218, e foi sucedido por seu filho Camil.
Um administrador talentoso e efetivo. Adil foi responsável por prover apoio militar e civil que foram cruciais para as grandes campanhas de Saladino - um exemplo primitivo de um "ministro da guerra". Ele também foi um grande general e estrategista, sendo tão responsável pela fundação e consolidação do estado aiúbida quanto seu irmão.